# نانبودو

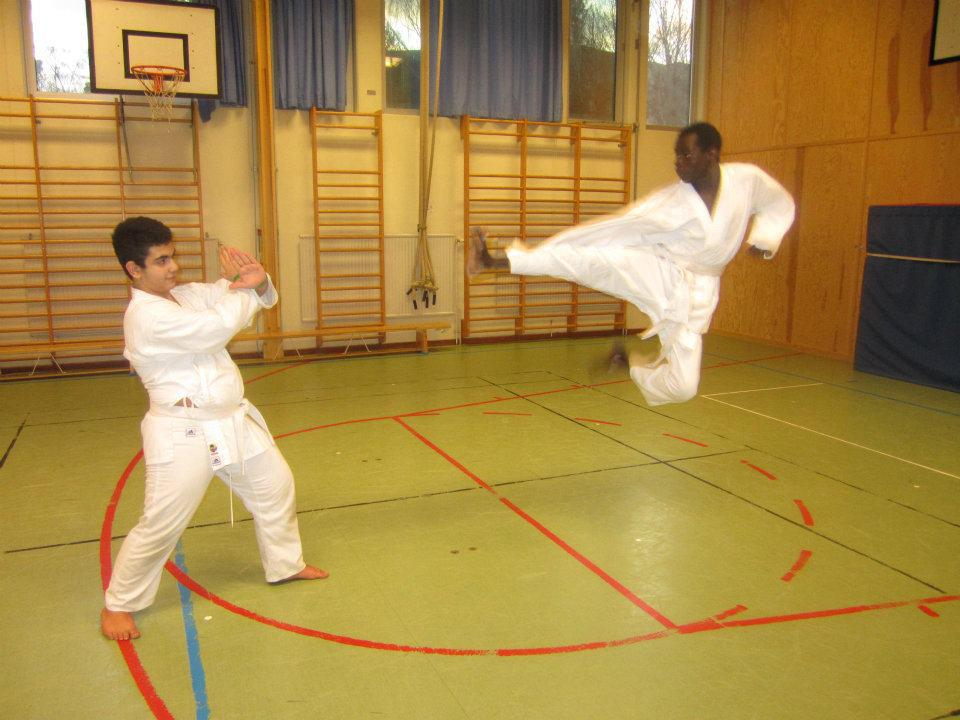

النانبودو فن من فنون الحرب، ابتكر من طرف الخبير الياباني يوشيناو نانبو سنة 1978 وقد عرف إقبالا كبيرا في أوروبا وأمريكا وإفريقيا.
و تتجلى أهمية ممارسة النانبودو بانها ضرورية للجميع بصفتها دفاع عن النفس، ورياضة انقتاح ذهني (نانبودو ناناتسونوشيكارا أي قوات نانبودو السبع)، تناغم أو حوار حركي (راندوري نوكاطا).
هذا الحوار يمكن من التخلص من الطاقة الجسمية الزائدة (التخلص من الوحشية الداخلية للإنسان: العنف)، عن طريق التباري (جوراندوري)، مع احترام المتنافس (الخصم).
يعتبر النانبودو مدرسة للحياة، للصحة، للاسترخاء ولتوازن الشخصية، كما يركز نانبودو على القوة الداخلية للجسم بدلا من قوة العضلات عن طريق خلق طاقة جسمية داخلية.

## تفريعات
كما يضم هذا الفن الحربي (نانبودو) عدة مجالات تكميلية، والتي من الممكن ان يحظى كل واحد منها بدراسة منفردة، ومن بينها:
- نانبوطنشي أوندو: مجموعة من الحركات للاسترخاء تنبني على رياضة تنفسية أرضية مشابهة بذلك إلى حد ما لليوكا، معتمدة على السهولة وعلى الطبيعة من العمل كمثيلتها كي نانبوطايسو التي سنتعرض لها بعد قليل.

تتكون نانبوطنشي من سبعة مجموعات من الحركات بناء على سبعة أيام أسبوعية، وكل مجموعة لها خصوصية نشاطها، تطويرها، ترشيقها وأكسجنة جانب معين من الجسم.
- نانبوطايسو رياضة حركات تنفسية تبتعد عن الإطار الضعيف لتهيئ بدني كمقدمة للتداريب، إنها تناغم وتناسق حركات (سيمفونية) رشيقة، رخوة، متسلسلة، والتي يمكنها أن تكون رياضة بدنية (جسمية)، قائمة بذاتها. وتجلب هذه الثروة الحركية نتائج مهمة للتمارين مانحة بعدا آخر لدراسة وتفهم جسمنا. وبعيدا عن الحركات المقننة فإنها باب مفتوح للتحرر، للتطوير، لإحياء والتعبير عن الطاقات الجسمية الجيدة التي تجلب التوازن الجسمي والفكري.

و تتكون نانبوطايسو من عشرة مجموعات من الحركات تجد منبعا لها في العناصر الطبيعية: الريح- الموج- الصنوبر - الشمس ………..
إن تعرف الإنسان على الأشياء المحيطة به وتفهمها مرتبط بمعرفة حياته، وبالتالي تمكنه من الاهتداء إلى أنه مجرد عنصر من عناصر هذا الكون.
في هذا الارتباط بالقوات الطبيعية، يحس الإنسان بأنه يتجدد، وطاقاته وتنعش جسمه، مؤثرة بذلك على جسده.
إن الوثيرة التنفسية المنضبطة عنصر آخر خاص بهذه الرياضــة(كالمد والجزر البحريين).
و يتجلى سريان الطاقة الداخلية عبر الجسم عن طريق ضبط التنفــس للعضلات البطنية في إحساس الفرد بتجديد حيوي عن طريق عمل عضلــي وتنفسي نشيط ومتوازن.
إن نانبوطايسو لقاء جديد ومتجدد مع الحركات الطبيعية، والتي كادت أن تنسينا فيها الحياة المعاصرة. من هذه الدينامية (الحيوية) ينبثق مجال ملائم لاتحاد صحيح بين الجسم والعقل عبر الحوار الصحيح، مرتكزا على الاحترام المتبادل داخل النادي أو الأسرة أو الوسط الذي يعيش فيه الإنسان.

## تقنيات النانبودو
تتضمن تقنيات نانبودو برنامجا لحركات مضبوطة سواء بالأيدي أو بالأرجل من أجل الدفاع عن النفس، اعتمادا على المراوغة الجانبية (تفادي الخصم) ودائرة الحركات المضادة السريعة.
و قد حلت الحركات الطبيعية والرشيقة محل الحركات الجامدة التقليدية. وتهدف وثيرة العمل إلى البحث عن تناغم وتناسق مع المتباري المنافس (الخصم) في تحركات دائرية من أجل امتصاص قوة الخصم، هذه الطريقة الطبيعية المتوازنة للحركات هي أساس نانبودو، كما تمكن هذه التقنيات من تطوير:
الهجمات المضادة لحركات الخصم، عنة طريق التحركات (التنقلات) الجانبية السرية.
سرعة وقوة التنفيذ من أجل دقة صد ضربات الخصم.

## التنافس في النانبودو
يعتمد التباري في نانبودو على تقنية تدعى (تسمى) راندوري نوكاطا وتمكن من التعبير الحركي الحر، وتفادي الأضرار.
و قد أنشأ بوشينا ونانبو بموازاة ذلك تحكيما جديدا يعتمد على احتساب التقنيات المنفذة بطريقة جيدة اعتمادا على قوانين منظمة لهذه التقنيات.
إن تعبيرا أقصى عن طريق: كي (الطاقة الداخلية) واحترام الخصم، يؤدي إلى روح السلام الجماعي، بالإضافة إلى ذلك فإن هذه الطريقة للتباري تطورت لحد أنها خلقت حوارا حقيقيا (حركيا تقنيا) بين المتبارين في إطار روح سلم وتناغم، وهي أهم خصائص البودو ونانبودو.